# Julie Ertz
Pour les articles homonymes, voir Ertz.
 (mai 2017).
Le contenu est difficilement compréhensible vu les erreurs de traduction, qui sont peut-être dues à l'utilisation d'un logiciel de traduction automatique.
Julie Ertz, née Johnston le 6 avril 1992, est une joueuse américaine de football qui joue au poste de défenseuse.
Elle est mariée au joueur de football américain Zach Ertz.
Elle annonce sa retraite comme joueuse professionnelle après la Coupe du monde 2023.

## Biographie
Née à Mesa, Arizona, de Kristi et David Johnston, Julie a grandi avec sa sœur aînée Melanie Johnston. Elles ont toutes les deux joué pour le Arizona Arsenal Soccer Club, officiellement Gilbert Soccer Club, de 2000 à 2004. Pour bénéficier d'un environnement plus stimulant, les sœurs Johnston ont décidé de changer de club et de jouer pour le Sereno Soccer Club à Phoenix.  A propos de ce changement de club, Melanie a déclaré que " ce fut la meilleure décision qu'elle ait jamais prise. Sereno était un club de renommée nationale avec des anciennes joueuses qui ont ensuite joué à l'université, dans des équipes professionnelles, et pour des équipes nationales. Ertz a joué avec l'équipe de 2004 à 2010, des équipes U-13 à U-19. Elle a remporté le titre national neuf fois au cours de son séjour et a été capitaine de l'équipe,.
Ertz a fréquenté l'école secondaire Dobson High School à Mesa de 2006 à 2010, où elle a été bénévole comme étudiante entraîneuse athlétique pendant quatre ans. Elle n'a jamais joué pour l'équipe de football à l'école, mais a plutôt choisi de consacrer son temps à jouer pour Sereno. Pendant son séjour à Dobson, Ertz était membre de la National Honor Society.

### Santa Clara Broncos, 2010–2013
Julie Ertz a fréquenté l'Université de Santa Clara, où elle a étudié la communication et a joué en tant que milieu de terrain pour l'équipe féminine de football des Broncos. En 2010, lors de sa première année, elle a joué 20 parties, 16 en tant que titulaire et a accumulé 1 519 minutes de temps de jeu. À la fin de la saison, elle mène son équipe en nombre de passes décisives avec 5 et a inscrit le troisième record de tirs de l'équipe avec 31. Elle a été nommée lors de sa première année WCC "Freshman of the year". 
Lors de sa deuxième année, Ertz a été titulaire lors des 21 matches,  avec neuf buts et quatre passes décisives. Elle a marqué quatre buts gagnants contre Cal Poly, WSU, Cal et Nevada. Elle a été demi-finaliste du WCC Hermann Trophy et a été nommée au sein de la première équipe américaine de la NSCAA et de la première équipe de la WCC. 
En 2012, Ertz a titulaire lors de 14 des 15 matchs qu'elle a disputé, a marqué huit buts et est deuxième en termes de passe décisives avec 5. Elle a marqué trois buts gagnants et a fait une passe décisive lors du premier match du tournoi universitaire américain de football lors d'un match contre Long Beach State. Elle a par la suite été nommée membre de la première équipe de la WCC, de la division I de la NCAA. Elle a été demi-finaliste du MAC Hermann Trophy et a été nommée jeune athlète féminine américaine de l'année. 
En 2013, Ertz a disputé 22 matchs et a mené l'équipe avec huit passes décisives et quatre buts gagnants. Elle a marqué 12 buts au total au cours de la saison et a inscrit une passe décisive lors du premier tour du tournoi de soccer féminin de la NCAA, lors d'un match contre l'Université de Californie à Berkeley. Elle a été nommée WCC Player of the Year et  College Sports Madness WCC Player of the Year.

### Chicago Red Stars, 2014-2021

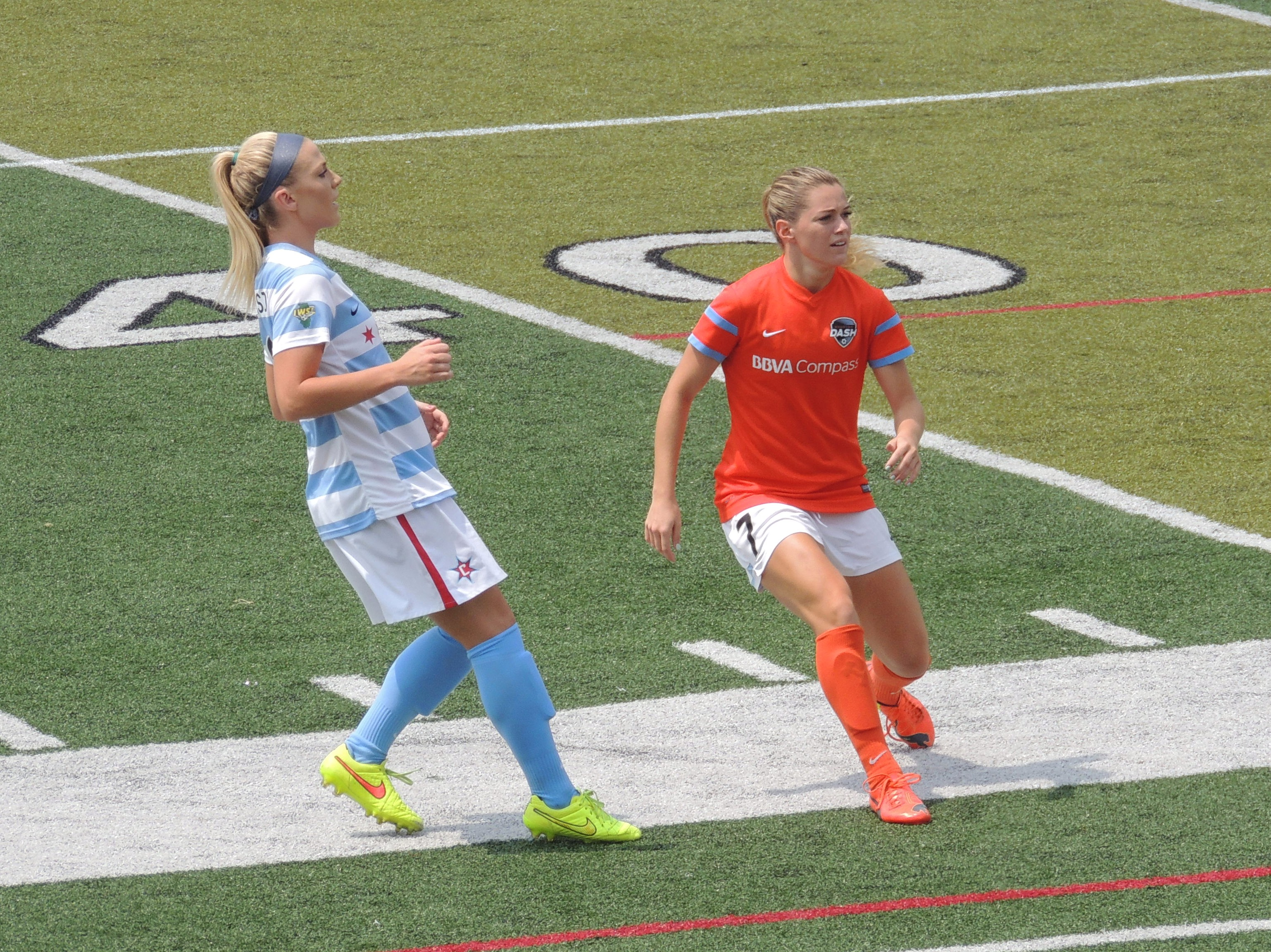
Julie Johnston (à gauche) avec les Chicago Red Stars en 2014

En janvier 2014, elle est sélectionnée dans le premier tour de la 2014 NWSL College Draft par les Red Stars de Chicago.

### Angel City FC, 2021-

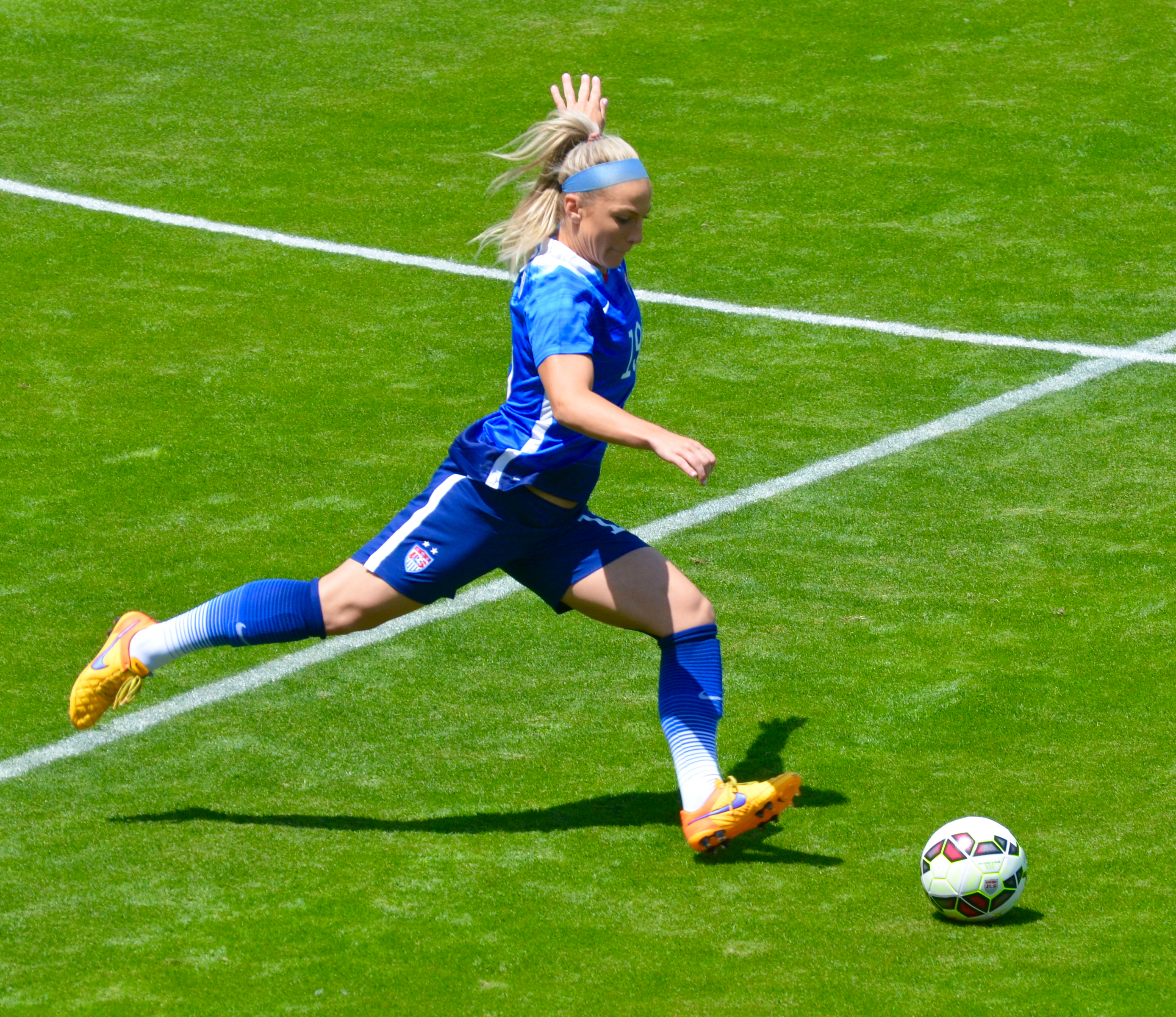
Julie Ertz avec les États-Unis en 2015

## Équipe nationale
Elle a été capitaine de l'Équipe des États-Unis féminine de soccer des moins de 20 ans qui a remporté la Coupe du monde féminine de football des moins de 20 ans 2012, et capitaine de la sélection des moins de 23 ans qui a gagné en 2013 le Four Nations Tournament à La Manga en Espagne,,. 
Elle remporte deux fois la Coupe du monde avec l'équipe des États-Unis lors de la Coupe du monde 2015 organisée au Canada et de la Coupe du monde 2019 organisée en France. 
En 2023, elle participe à la Coupe du monde, sa troisième, en Australie et en Nouvelle-Zélande.

### Buts internationaux
| But | Date              | Lieu                      | Adversaire           | Min  | Passeuse | Compétition          | Score final |
| --- | ----------------- | ------------------------- | -------------------- | ---- | -------- | -------------------- | ----------- |
| 1   | 11 mars 2015      | Faro (Portugal)           | France               | 7    | Holiday  | Algarve Cup          | 2-0         |
| 2   | 4 avril 2015      | Saint-Louis (USA)         | Nouvelle-Zélande     | 78   | Holiday  | Match amical         | 4-0         |
| 3   | 10 avril 2015     | San José (USA)            | République d'Irlande | 54   | Holiday  | Match amical         | 3-0         |
| 4   | 16 août 2015      | Pittsburgh (USA)          | Costa Rica           | 36   | Rapinoe  | Match amical         | 8-0         |
| 5   | 20 septembre 2015 | Birmingham (USA)          | Haïti                | 1    | O'Hara   | Match amical         | 8-0         |
| 6   | 10 avril 2016     | Chester (USA)             | Colombie             | 42   | Heath    | Match amical         | 3-0         |
| 7   | 10 avril 2016     | Chester (USA)             | Colombie             | 79   | Heath    | Match amical         | 3-0         |
| 8   | 5 juin 2016       | Cleveland (USA)           | Japon                | 27   | Long     | Match amical         | 2-0         |
| 9   | 31 juillet 2017   | San Diego (USA)           | Brésil               | 89   | Lloyd    | Tournoi des Nations  | 4-3         |
| 10  | 15 septembre 2017 | Commerce City (USA)       | Nouvelle-Zélande     | 16   | Horan    | Match amical         | 3-1         |
| 11  | 15 septembre 2017 | Commerce City (USA)       | Nouvelle-Zélande     | 24   | –        | Match amical         | 3-1         |
| 12  | 19 octobre 2017   | La Nouvelle-Orléans (USA) | Corée du Sud         | 24   | Rapinoe  | Match amical         | 3-1         |
| 13  | 22 octobre 2017   | Cary (USA)                | Corée du Sud         | 45+1 | Horan    | Match amical         | 6-0         |
| 14  | 12 novembre 2017  | San José (USA)            | Canada               | 11   | Rapinoe  | Match amical         | 3-1         |
| 15  | 21 janvier 2018   | San Diego (USA)           | Danemark             | 19   | Davidson | Match amical         | 5-1         |
| 16  | 2 août 2018       | Bridgeview (USA)          | Brésil               | 53   | Heath    | Tournoi des Nations  | 4-1         |
| 17  | 4 octobre 2018    | Cary (USA)                | Mexique              | 47   | Horan    | CONCACAF 2018        | 6-0         |
| 18  | 14 octobre 2018   | Frisco (USA)              | Jamaïque             | 21   | Dunn     | CONCACAF 2018        | 6-0         |
| 19  | 15 juin 2019      | Paris (France)            | Chili                | 26   | Davidson | Coupe du monde 2019  | 3-0         |
| 20  | 8 mars 2020       | Harrison (USA)            | Espagne              | 87   | Press    | SheBelieves Cup 2020 | 1-0         |

### Palmarès

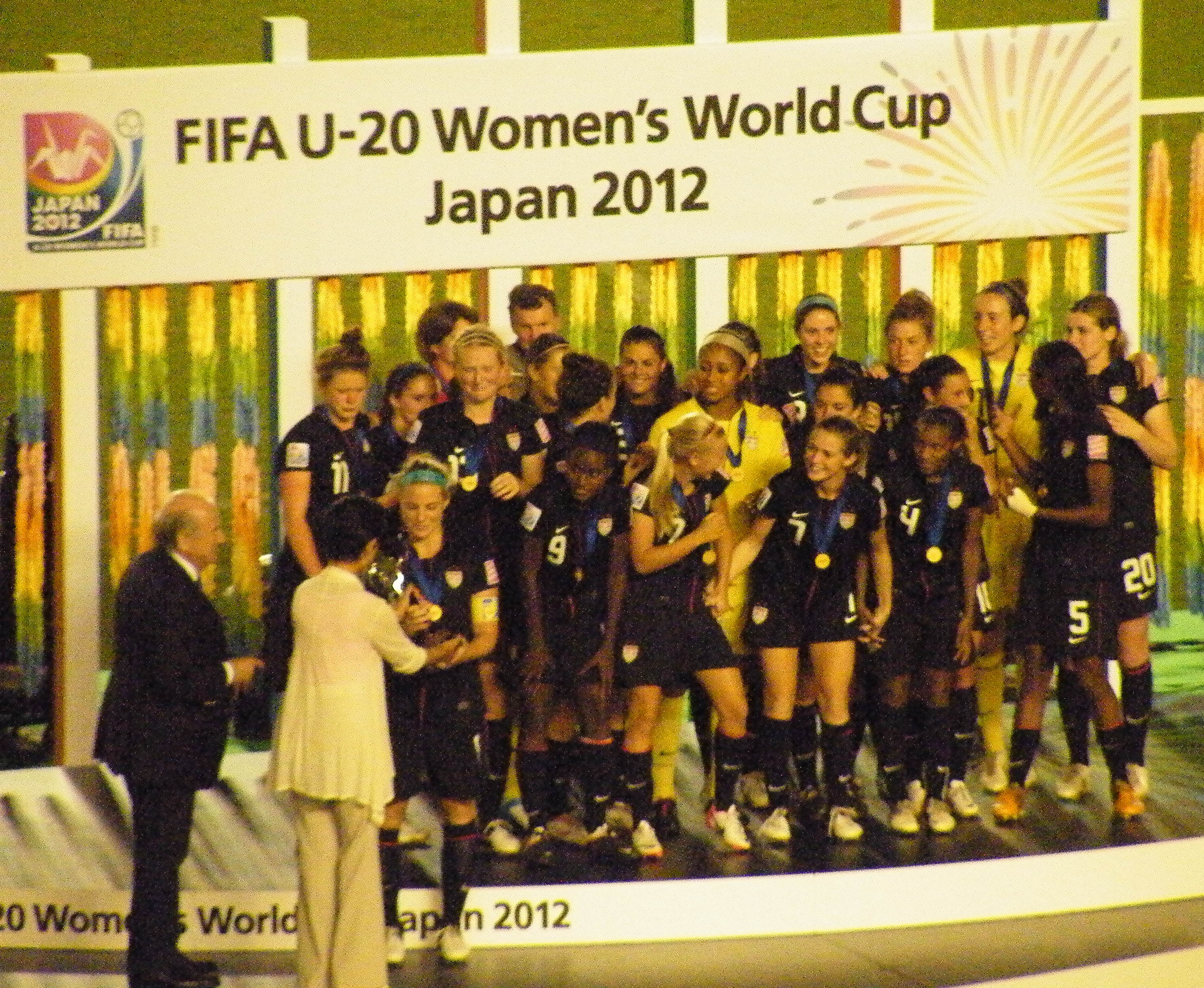
Julie Johnston et l'équipe des États-Unis des moins de 20 ans recevant le trophée lors de la Coupe du monde des moins de 20 ans 2012

#### En club
Chicago Red Stars
- NWSL Championship :
  - Finaliste : 2019 et 2021

#### En sélection nationale
États-Unis -20 ans
- Vainqueur de la Coupe du monde féminine de football des moins de 20 ans en 2012 et 2019
- Vainqueur du Championnat féminin de la CONCACAF des moins de 20 ans en 2012

 États-Unis
- Vainqueur de la Coupe du monde féminine de football en Coupe du monde 2015 et 2019
- Vainqueur de la SheBelieves Cup en 2016 et 2019
- Vainqueur du Championnat féminin de la CONCACAF en 2014 et 2018
- Vainqueur de l'Algarve Cup en 2015
- Vainqueur du Tournoi des nations (en) lors de l'édition 2018 (en).

### Distinctions personnelles
- Nommée dans l'équipe type de la FIFA FIFPro Women's World11 en 2015 et en 2019.